# María Alejandra Abello
María Alejandra Abello (1970) es una zoóloga, paleontóloga y docente argentina, especializada en paleoecología y biogeografía histórica de los metatheria (Mammalia: Tribosphenida) de América del Sur. Obtuvo su licenciatura en Biología (especialización paleontología) de Facultad de Ciencias Naturales y Museo de la Universidad Nacional de La Plata. Es investigadora del Consejo Nacional de Investigaciones Científicas y Técnicas de Argentina ( CONICET )y se desempeña en el Museo de La Plata.

## Algunas publicaciones
- maría a. Abello, m. de l. Reyes, a.m. Candela, f. Pujos, d. Voglino, b.m. Quispe. 2015. Description of a new species of Sparassocynus (Marsupialia: Didelphoidea: Sparassocynidae) from the late Miocene of Jujuy (Argentina) and taxonomic review of Sparassocynus heterotopicus from the Pliocene of Bolivia. Zootaxa 3937 (1): 147-160 doi: 10.11646/zootaxa.3937.1.7

- a.m. Candela, r. Bonini, e.p. Tonni, m. Reguero, m.a. Abello, l.l. Rasia. 2013. Palaeocavia (Rodentia, Caviidae) en la Formación Maimará (Mioceno tardío–Plioceno temprano), Quebrada de Humahuaca (Noroeste argentino): importancia bioestratigráfica y biogeográfica. II Simposio del Mioceno–Pleistoceno del Centro y Norte de Argentina, Diamante. Ameghiniana, 50 (6): R8.

- francisco j. Goin, maría a. Abello. 2013. Los Metatheria sudamericanos de comienzos del Neógeno (Mioceno temprano, edad–mamífero Colhuehuapense). Parte II: Microbiotheria y Polydolopimorphia. Ameghiniana 50 (1): 51–78 http://www.ameghiniana.org.ar/index.php/ameghiniana/article/view/570

- a.m. Forasiepi, f.j. Goin, a.g. Martinelli. 2009. Contribution to the knowledge of the Sparassocynidae (Mammalia, Metatheria, Didelphoidea) with comments on the age of the Aisol Formation (Neogene), Mendoza Province, Argentina. Journal of Vertebrate Paleontology 29 (4): 1252–1263 http://dx.doi.org/10.1671/039.029.0411

- f. Pujos, a.m. Candela, c.i. Galli, b.l. Coira, m.a. Reguero, m. de los Reyes, maría a. Abello. 2012. The Scelidotheriine Proscelidodon (Xenarthra: Mylodontidae) from the Late Miocene of Maimará (Northwestern Argentina). Ameghiniana 49 (4): 642–656 http://dx.doi.org/10.5710/AMGH.20.11.2012.593

- c.i. Galli, l.b. Coira, a.m. Candela, r.n. Alonso, m. Reguero, maría a. Abello, m. de los Reyes, d. Voglino. 2012. Los depósitos del Mioceno superior – Pleistoceno de la Quebrada de Humahuaca, provincia de Jujuy. I Simposio del Mioceno–Pleistoceno del Centro y Norte de Argentina, San Miguel de Tucumán, 12 al 14 de septiembre de 2012. Ameghiniana, 49 (4), R10.

- maría a. Abello, david rubilar-Rogers. 2012. Revisión del género Abderites Ameghino, 1887 (Marsupialia, Paucituberculata). Ameghiniana 49 (2): 164–184

- f.j. Goin, maría a. Abello, e. Bellosi, r.f. Kay, r. Madden, a. Carlini. 2007. Los Metatheria sudamericanos de comienzos del Neógeno (Mioceno temprano, edad mamífero Colhuehuapense). Parte I: introducción, Didelphimorphia y Sparassodonta. Ameghiniana, 44 (1), 29–71.

- maría a. Abello, c.i. Montalvo, f.j. Goin. 2002. Marsupiales del Mioceno superior de Caleufú (La Pampa, Argentina). Ameghiniana, 39 (4), 433–442

## Honores

### Membresías
- Sociedad Paleontológica Argentina[2]

- Portal:Biografías. Contenido relacionado con Zoología.
- Portal:Biología. Contenido relacionado con Taxonomía.
- Portal:Dinosaurios. Contenido relacionado con Dinosaurios.
- Portal:Historia de la ciencia. Contenido relacionado con Historia de la ciencia.

## Abreviatura (zoología)
La abreviatura Abello  se emplea para indicar a María Alejandra Abello como autoridad en la descripción y taxonomía en zoología.